# Beijing Ducks
I Beijing Ducks sono una società cestistica avente sede a Pechino, in Cina. Fondata nel 1995, gioca nel campionato cinese.

## Palmarès
- Campionati cinesi: 3

2012, 2014, 2015